# Зугдидский драматический театр
Зугдидский драматический театр им. Шалвы Дадиани (груз. ზუგდიდის შალვა დადიანის სახელობის აკადემიური თეატრი) — драматический театр в грузинском городе Зугдиди.
Половина спектаклей ставятся на мегрельском языке, одном из языков северо-западной Грузии.
Театр носит имя грузинского актёра писателя и драматурга Шалвы Дадиани.
До 1967 года режиссёром театра работал Темур Нодарович Чхеидзе.
В 2016 году драматический театр представлял Грузию на XIII Международном фестивале студенческих театров «Тэатральны куфар. БДУ-2016» в Минске спектаклем «Каратель-14».
В 2018 году театру исполнилось 150 лет. Здание театра находилось в аварийном стоянии и несмотря на это, спектакли шли. Наибольшие разрушения у здания театра появились с период гражданской войны начала 1990-х годов. Там размещались военные. Мебель и пол были разобраны на дрова. На стенах остался след от наезда танка.
В октябре 2019 года художественным руководителем Зугдидского государственного драматического театра стал режиссер Лаша Шерозия.